# Ignác (pivo)
Ignác je světlé dvanáctistupňové nepasterované a nefiltrované pivo plzeňského typu z jihlavského Radničního pivovaru. Vaří ho sládek Jára Vodrážka z českého, mnichovského a karamelového sladu, žateckého chmele, místní pramenité vody a pivovarských kvasnic.
Pivo se jmenuje podle kostela svatého Ignáce, který se nachází v sousedství pivovaru.
Reklamní slogan zní: „Čerstvé pivo z jihlavského podzemí“.